# Martin Neuholz
Martin Neuholz (* 8. Juli 1926), ein ehemaliger deutscher Fußballspieler, der 1951/52 für Motor Dessau in der DDR-Oberliga, der höchsten Liga im DDR-Fußball, aktiv war.

## Sportliche Laufbahn
Nachdem der 25-jährige Martin Neuholz als Neuling bei der Betriebssportgemeinschaft (BSG) Motor Dessau zunächst in der Reservemannschaft eingesetzt worden war, kam er am 8. Oberligaspieltag in der Begegnung Motor Dessau – Vorwärts Leipzig zu seinem ersten Einsatz in der Oberliga. Beim 3:1-Sieg war er dort auch erstmals Torschütze. Erst in der Saison-Rückrunde spielte Neuholz regelmäßig in der 1. Mannschaft und kam am Ende auf 19 Oberligaeinsätze, in denen er hauptsächlich als halbrechter Stürmer aufgeboten wurde und fünf Tore erzielte. Anschließend verschwand er aus dem höherklassigen Fußball.